# Tetraneura basui
Tetraneura basui är en insektsart. Tetraneura basui ingår i släktet Tetraneura och familjen långrörsbladlöss. Inga underarter finns listade i Catalogue of Life.